# Игровая задача Айова
Игровая задача Айова (англ. Iowa Gambling Task; IGT) — психологическая задача, направленная на моделирование процесса принятия решения в реальной жизни.
Представлена А. Бечарой (англ.), А. Дамасио, Х. Дамасио и С. Андерсоном, а её компьютеризированный вариант был разработан Грасманом и Вэгенмекерсом. Игровая задача Айова использовалась в качестве эмпирического подтверждения гипотезы соматических маркеров (англ.), в которой предполагается, что соматические маркеры помогают находить «короткий путь» при рассмотрении большого количества вариантов решений. При этом отмечается, что в ситуации большое количество влияющих факторов не позволяет принять сознательное решение. Таким образом, рассматривается принятие решений со стороны эмоциональных процессов, влияние которых помогает принимать правильные решения в данной игровой задаче.
Также игровая задача Айова проводится с пациентами, у которых имеются определённые повреждения мозга. В данном случае проверяется предположение о том, что поражения мозга приводят к нарушению активации скрытых соматических сигналов и, следовательно, к неверным выборам во время принятия решений в игровой задаче.

## Структура задачи

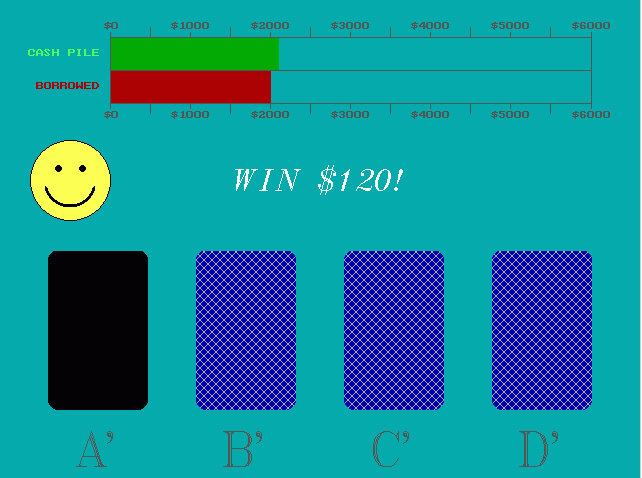
Скриншот программы с игровой задачей Айовы

Игра начинается с того, что участнику предлагаются четыре колоды карт, из которых нужно последовательно делать выбор. Первые две колоды (A и B) являются «плохими» (или «проигрышные»), так как после десяти ходов при использовании только этих колод игрок проигрывает 250$. «Плохие» колоды содержат как сиюминутные крупные выигрыши (например, −100$), так и редкие, но разорительные штрафы (например, −1250$). В свою очередь, «хорошие» (или «выигрышные») колоды (C и D) позволяют после десяти ходов выиграть 250$. Они дают небольшой выигрыш (например, 50$) и небольшие штрафы. Соответственно, цель игры заключается в получении максимальной прибыли. Так, отмечается, что примерно через 50 карточек респонденты без повреждений мозга статистически значимо предпочитают «хорошие колоды». При этом предполагается, что решение задачи возможно с помощью эмоционального научения, связанного с соматическими маркерами, что показано в исследовании КГР, приведённого ниже. Однако утверждается, что задача слишком сложна для аналитического (можно сказать, сознательного) решения.

### Адаптация в русскоязычном варианте
В некоторых российских исследованиях используется компьютеризированная игровая задача Айова в русскоязычном варианте, которая разрабатывалась С.А. Корниловым совместно с Т. В. Корниловой.

### Другие методики изучения эмоций в процессе принятий решения
В исследовании Ю.В. Красавцевой автором была разработана игра «Эмоциональное предвосхищение в игре в казино» (ЭПИК). В игре ЭПИК участники должны были делать определённое количество ходов, которые заключались в повороте рулетки. После каждого хода участник мог как забрать выигрыш, так и играть дальше. После каждого беспроигрышного вращения увеличивался уровень риска (выигрыш с вероятностью 7/8, 3/4, 5/8 и 1/2), а с 22-го хода добавлялась «чёрная ячейка», попадание на которую приводило к потере всей выигранной сумме.

## Исследование пациентов с поражениями мозга
Соматические маркеры — ощущения, которые несут эмоциональную привлекательность или отвращение. Они могут проявляться и в изменении внутреннего состояния человека (например, частоты сердечных сокращений), и в изменениях, заметных внешне (например, выражения лица). Отмечается, что пациенты с нарушением вентромедиальной префронтальной коры неспособны адекватно использовать соматические маркеры, чтобы направить принятие решений на основе прошлого эмоционального опыта (например, от удач и неудач в игровой задаче). Так, только около 50 % участников с поражением вентромедиальной префронтальной коры продолжают делать неудачные выборы даже после того, как они достаточно уверены в том, где хорошие, а где плохие колоды.
Также было показано, что соматические маркеры, которые возникают до решения задачи и которые как бы помогают «предчувствовать» последствия выбора, могут не осознаваться. Так, в эксперименте измерялась КГР. Измерения КГР показали, что у респондентов без повреждения мозга предвосхищающая реакция увеличилась во время, когда респондент уже сделал неудачные выборы, но он пока не понял принципа игры. То есть КГР в ответ на «плохие» колоды появляется раньше, чем здоровый испытуемый может сформулировать, почему он отдаёт предпочтение тем или иным колодам. В то время, как пациенты с поражением вентромедиальной префронтальной коры не смогли догадаться, какая колода приведёт их к выигрышу, а какая к проигрышу. У них не вырабатывалась предвосхищающая КГР, и они продолжали предпочитать неудачные колоды.
Таким образом, предполагается, что предвосхищающая КГР говорит о неосознаваемой «склонности» выбирать определённые колоды, которая основана на предыдущем опыте выигрышей и проигрышей. Эта «склонность» удерживает респондентов без поражений мозга от неудачных выборов, которые в будущем приведут к проигрышу, даже если они этого не осознают.

## Критика
В основном критика игровой задачи заключается в неоднозначности её использования в качестве эмпирического подтверждения гипотезы соматических маркеров. Это связано с неполной ясностью природы процессов, которые лежат в выполнении игровой задачи. В частности, решение задачи может зависеть от когнитивных функций. Так, были отмечены связи вербального интеллекта, флюидного интеллекта и общего интеллекта с отдельными показателями, влияющими на успешное выполнение игровой задачи.
Дополняют представление о механизмах процесса принятия решения в игровой задаче следующие исследования Т. В. Корниловой и Ю. В. Красавцевой и Т. В. Корниловой, М. Чумакова и С. Корнилова. Например, показано, что в начальных блоках игровой задачи, вероятно, в большей степени задействуется эмоционально-личностная сторона принятия решений. Особая включённость эмоционально-личностной стороны принятия решений на начальных этапах игры объясняется тем, что «когнитивные компоненты ориентировки в вероятностной среде» (Корнилова Т. В. и др., 2018) задачи не оформляются. То есть на начальных этапах игры можно отметить наибольшую неопределённость ситуации, которая с увеличением проб значительно уменьшается. Следовательно, на начальных этапах предпочтение отдаётся влиянию со стороны обратной эмоциональной связи (упрощая, можно сказать, что для оформления когнитивных ориентиров как бы недостаточно информации). Отмечается, что к середине игры большинство участников уже выделяют ориентиры выборов выигрышных колод.